# ISO/IEC 8859-2
ISO/IEC 8859-2:1999(별칭:Information technology — 8-bit single-byte coded graphic character sets — Part 2: Latin alphabet No. 2)은 아스키를 기반으로 한 표준 문자 인코딩인 ISO/IEC 8859의 일부로, 1987년에 처음으로 발표됐다. 약칭 '라틴-2' (Latin-2)로 불린다. 전반적으로 라틴 문자를 쓰는 중앙 유럽 내지는 "동유럽" 국가의 언어를 다룰 수 있도록 했다. 체코와 슬로바키아에서는 코드 페이지 852 (MS-DOS Latin 2, PC Latin 2)도 'Latin-2'라고 부르지만 이는 서로 다르므로 주의해야 한다.
IANA는 ISO/IEC 6429의 C0과 C1 제어 문자를 추가해 ISO-8859-2로 정의해 놓았다. 2016년 6월 기준으로 현재 모든 웹사이트의 0.2%가 ISO 8859-2를 사용한다고 알려져 있다. 마이크로소프트는 ISO-8859-2를 윈도우 내에서 코드 페이지 28592 (code page 28592) 또는 Windows-28592로 배정해 놓았다.
코드페이지 1250 또는 Windows-1250도 ISO-8859-2에 실린 글자와 상당 부분 중복되지만 서로 다르게 배정해 놓았다.
ISO/IEC 8859-2로는 다음과 같은 언어를 표현할 수 있다.
- 알바니아어
- 보스니아어
- 크로아티아어
- 체코어
- 독일어 (ISO/IEC 8859-1의 독일어 문자와 병용할 시)
- 헝가리어
- 폴란드어
- 루마니아어
- 세르비아어 (라틴 문자 표기)
- 슬로바키아어
- 슬로베니아어
- 고지 소르브어
- 저지 소르브어
- 투르크멘어

루마니아어도 표현할 수는 있으나 루마니아어에서 쓰이는 콤마가 찍힌 s자와 t자가 아닌 세디유가 찍힌 s자와 t자가 대신 들어갔기 때문에 적합하지는 않다. 이 글자들은 유니코드 초판에서 전부 통합되어, 세디유와 콤마가 찍힌 글자 표현을 각각 별개의 글자가 아닌 기호 선택으로 처리됐다. 따라서 루마니아어용으로 쓰이는 폰트에는 이들 글자의 코드판에 콤마가 아래에 찍혀 있는 문자가 반드시 들어가 있다. 그러나 아직까지도 ISO/IEC 8859-2와 Windows-1250 (같은 문제가 발생)가 루마니아어 표기에 너리 쓰이고 있는 편이다. 웹페이지상에서는 유니코드 (양쪽 글자 모두 지원)가 주로 채택되고 있지만, 그래도 세디유가 달린 s와 t자가 자주 사용된다.

## 코드표
아래의 문자 코드표에서는 각 문자의 유니코드 코드번호와 함께 정리해 놓았다. 00에서 1F, 7F, 80에서 9F에 해당되는 문자들은 ISO/IEC 8859-2에 배정되지 않았다는 점에 주의. 코드번호 20은 일반 공백 (SPACE), A0은 줄 바꿈 없는 공백 (NON-BREAKING SPACE) 문자이다. 코드번호 AD는 소프트 공백 (SOFT HYPHEN)으로 웹 브라우즈 환경에 따라 홀로는 완전히 표시되지 않을 수 있다.
  문자   숫자   구두점   기호   기타   미정의
|    | —0            | —1         | —2         | —3         | —4         | —5         | —6         | —7         | —8         | —9         | —A         | —B         | —C          | —D           | —E         | —F         |
| 0− |               |            |            |            |            |            |            |            |            |            |            |            |             |              |            |            |
| 1− |               |            |            |            |            |            |            |            |            |            |            |            |             |              |            |            |
| 2− | SP 0020 32    | ! 0021 33  | " 0022 34  | # 0023 35  | $ 0024 36  | % 0025 37  | & 0026 38  | ' 0027 39  | ( 0028 40  | ) 0029 41  | * 002A 42  | + 002B 43  | , 002C 44   | - 002D 45    | . 002E 46  | / 002F 47  |
| 3− | 0 0030 48     | 1 0031 49  | 2 0032 50  | 3 0033 51  | 4 0034 52  | 5 0035 53  | 6 0036 54  | 7 0037 55  | 8 0038 56  | 9 0039 57  | : 003A 58  | ; 003B 59  | < 003C 60   | = 003D 61    | > 003E 62  | ? 003F 63  |
| 4− | @ 0040 64     | A 0041 65  | B 0042 66  | C 0043 67  | D 0044 68  | E 0045 69  | F 0046 70  | G 0047 71  | H 0048 72  | I 0049 73  | J 004A 74  | K 004B 75  | L 004C 76   | M 004D 77    | N 004E 78  | O 004F 79  |
| 5− | P 0050 80     | Q 0051 81  | R 0052 82  | S 0053 83  | T 0054 84  | U 0055 85  | V 0056 86  | W 0057 87  | X 0058 88  | Y 0059 89  | Z 005A 90  | [ 005B 91  | \ 005C 92   | ] 005D 93    | ^ 005E 94  | _ 005F 95  |
| 6− | ` 0060 96     | a 0061 97  | b 0062 98  | c 0063 99  | d 0064 100 | e 0065 101 | f 0066 102 | g 0067 103 | h 0068 104 | i 0069 105 | j 006A 106 | k 006B 107 | l 006C 108  | m 006D 109   | n 006E 110 | o 006F 111 |
| 7− | p 0070 112    | q 0071 113 | r 0072 114 | s 0073 115 | t 0074 116 | u 0075 117 | v 0076 118 | w 0077 119 | x 0078 120 | y 0079 121 | z 007A 122 | { 007B 123 | \| 007C 124 | } 007D 125   | ~ 007E 126 |            |
| 8− |               |            |            |            |            |            |            |            |            |            |            |            |             |              |            |            |
| 9− |               |            |            |            |            |            |            |            |            |            |            |            |             |              |            |            |
| A− | NBSP 00A0 160 | Ą 0104 161 | ˘ 02D8 162 | Ł 0141 163 | ¤ 00A4 164 | Ľ 013D 165 | Ś 015A 166 | § 00A7 167 | ¨ 00A8 168 | Š 0160 169 | Ş 015E 170 | Ť 0164 171 | Ź 0179 172  | SHY 00AD 173 | Ž 017D 174 | Ż 017B 175 |
| B− | ° 00B0 176    | ą 0105 177 | ˛ 02DB 178 | ł 0142 179 | ´ 00B4 180 | ľ 013E 181 | ś 015B 182 | ˇ 02C7 183 | ¸ 00B8 184 | š 0161 185 | ş 015F 186 | ť 0165 187 | ź 017A 188  | ˝ 02DD 189   | ž 017E 190 | ż 017C 191 |
| C− | Ŕ 0154 192    | Á 00C1 193 | Â 00C2 194 | Ă 0102 195 | Ä 00C4 196 | Ĺ 0139 197 | Ć 0106 198 | Ç 00C7 199 | Č 010C 200 | É 00C9 201 | Ę 0118 202 | Ë 00CB 203 | Ě 011A 204  | Í 00CD 205   | Î 00CE 206 | Ď 010E 207 |
| D− | Đ 0110 208    | Ń 0143 209 | Ň 0147 210 | Ó 00D3 211 | Ô 00D4 212 | Ő 0150 213 | Ö 00D6 214 | × 00D7 215 | Ř 0158 216 | Ů 016E 217 | Ú 00DA 218 | Ű 0170 219 | Ü 00DC 220  | Ý 00DD 221   | Ţ 0162 222 | ß 00DF 223 |
| E− | ŕ 0155 224    | á 00E1 225 | â 00E2 226 | ă 0103 227 | ä 00E4 228 | ĺ 013A 229 | ć 0107 230 | ç 00E7 231 | č 010D 232 | é 00E9 233 | ę 0119 234 | ë 00EB 235 | ě 011B 236  | í 00ED 237   | î 00EE 238 | ď 010F 239 |
| F− | đ 0111 240    | ń 0144 241 | ň 0148 242 | ó 00F3 243 | ô 00F4 244 | ő 0151 245 | ö 00F6 246 | ÷ 00F7 247 | ř 0159 248 | ů 016F 249 | ú 00FA 250 | ű 0171 251 | ü 00FC 252  | ý 00FD 253   | ţ 0163 254 | ˙ 02D9 255 |
|    | —0            | —1         | —2         | —3         | —4         | —5         | —6         | —7         | —8         | —9         | —A         | —B         | —C          | —D           | —E         | —F         |

## 같이 보기
- 문자 인코딩
- 폴란드어 코드 페이지